# Вулиця Володимира Вернадського (Дніпро)
Людина, на честь якої названо цю вулицю: Вернадський Володимир Іванович
Ву́лиця Володи́мира Верна́дського — вулиця на (Соборній) Горі Соборного адміністративного району Дніпра. За українським законом Про декомунізацію 2015 року перейменована на честь українського вченого Володимира Вернадського. Попередня назва (до 2015 року) - Вулиця Дзержинського.
Вулиця Вернадського проходить північно-західним краєм пагорбу з видом на річку Дніпро. Унизу у підніжжя пагорбу лежить половицький район Каміння.
Вулиця тягнеться із заходу від проспекту Яворницького на схід до площі Шевченка у парку Шевченка. Довжина - 1000 метрів.
Житло на вулиці Вернадського є одним з найдорожчих у Дніпрі.

## Історія
Запроєктована на плані Катеринослава 1792 року архітектора Івана Старова. За проектом міста та на початку існування вулиця називалася Обвідною (рос. Окружная).
За Російської імперії називалася Новошляхтова (рос. Новодворянская). Стародворянська вулиця була внизу у Половиці. Тут були зимові палаци шляхти Катеринославської губернії, що проводила літо у своїх поміщицьких володіннях на території  губернії.
За радянської влади вулиця носила ім'я голови ЧК Фелікса Дзержинського, бо саме тут був розташований Катеринославський губернський ЧК.
За радянської влади вулиця забудована сталінками де оселилася партійна й господарська Номенклатура, передовики виробництва, діячі науки та культури.

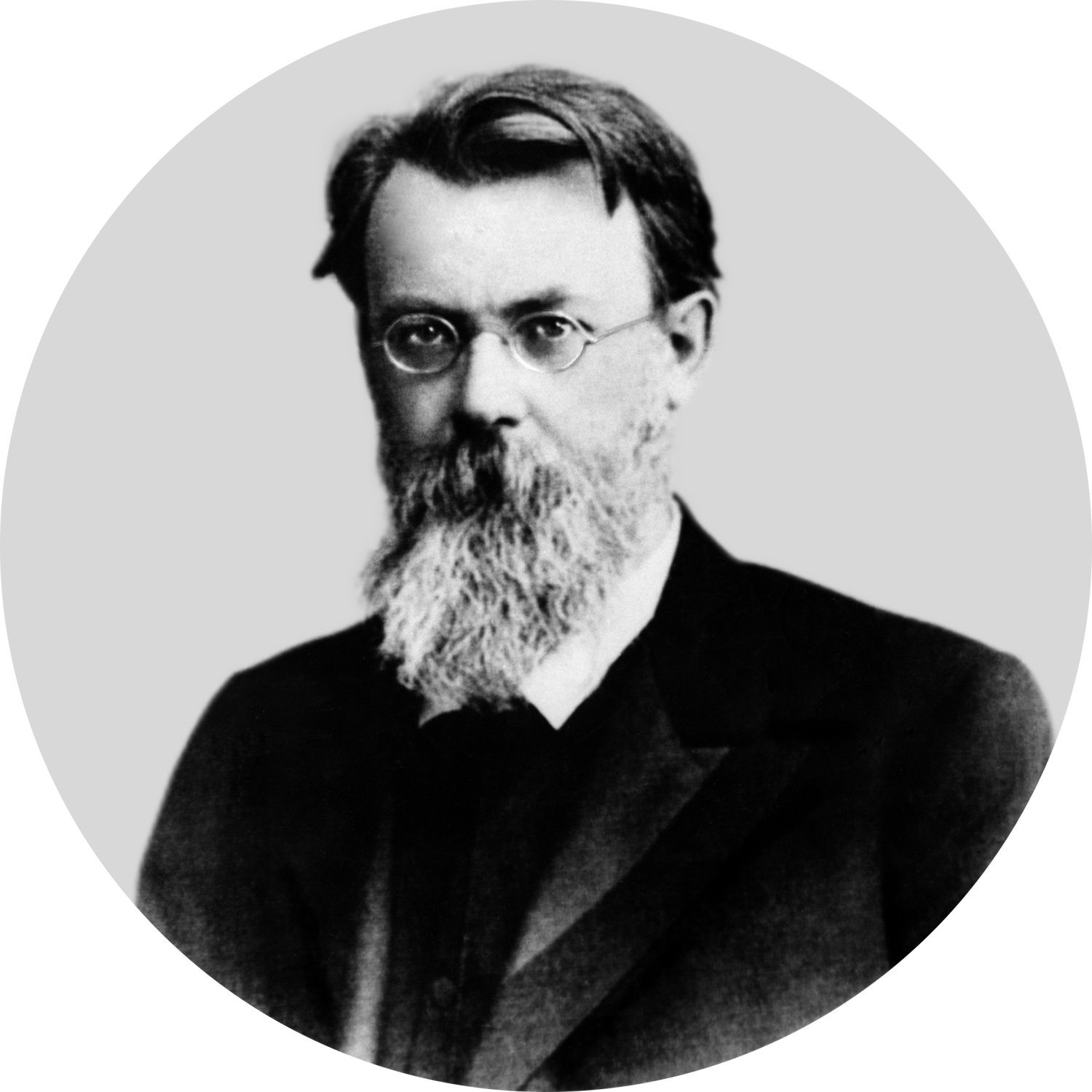
Володимир Вернадський у 1911 році

Після Революції гідності у 2015 році перейменовано на честь українського вченого Володимира Вернадського з причини розміщення на вулиці декількох освітніх та наукових закладів.

## Перехресні вулиці
- проспект Дмитра Яворницького,
- Крутогірний узвіз,
- Євгена Коновальця,
- Архітектора Дольника,
- Сергія Єфремова,
- площа Шевченка.

## Будівлі
- (Яворницького, 34б) - 3-поверховий Кредобанк, зведений 2004 року;
- № 1-3 - «Будинок книги» — перший радянський Дніпропетровський 126-квартирний хмарочос у 19 поверхів; на перших двох поверхах розміщалася величезна книгарня «Будинок книги»; зведений у 1972-1976 роках за проектом Павла Нірінберга на 200-річчя міста;[3]
- № 2 - головний корпус Університету митної справи та фінансів;
- № 4 - Транспортний факультет Університету митної справи та фінансів;
- № 8 - з 1957 по 2019 роки тут знаходилася Дніпровська обласна науково-медична бібліотека;
- № 9 - Дніпровська медична академія МОЗ України, Корпус № 1;
- № 12 - прибутковий будинок;
- № 13 - прибутковий будинок;
- № 14 - Інститут зернових культур НААН України;
- № 15 - до 2019 року працював «Будинок щастя» — відділ реєстрації актів цивільного стану Соборного району; переїхав на пл. Шевченко, 7
- № 23 - будівля колишнього Катеринославського комерційного зібрання у палаці Павлової; зведений приблизно у 1890 році архітекторами Фердінандом Гагеном, академіком Єронімом Кітнером, перебудований 1911 року архітектором Федором Булацелем; 1921—1926 роках тут розміщалося Катеринославське губернське ЧК й згодом клуб й театр ГПУ (від чого вулиця називалася Джержинською); німецький кінотеатр у 1941-43 роках; у 1945 тут починає працювати конструкторський відділ (у майбутньому КБ «Південне») автомобільного заводу (у майбутньому «Південмаш»); у 1955 році створена Центральна державна науково-технічна бібліотека; 1959 року палац Павлової реконструюється під «Будинок Техніки»; 1968 року у саду палацу Павлової зведений Дніпропетровський планетарій; на початку 1990-х тут працює Придніпровська товарна біржа,[4] яка згодом переїхала на Січеславську набережну; офісні приміщення на другому поверсі займає Асоціація футболу Дніпропетровської області;
- № 27 — міський шахово-шашковий клуб ім. Й.С. Уріха;
- № 28 — новий корпус Дніпровського адержавного агарно-економічного університету;
- № 29 — лабораторний корпус Інституту зернових культур НААН України;
- № 33 — дитячий садок № 141 «Ромашка»; колишній Струківський палац (садиба) 1840-их років будівництва, що належав провідній шляхетській родині Катеринославської губернії — Струковим; був резиденцією катеринославських губернатора, консульства Франції, й за радянської влади — житлом обласного партійного керівництва; з 1945 року палац відновлено у якості дитячого садка;[5]
- № 35б — два 30-поверхові хмарочоси «Башти»; елітний жк збудований у 1999 (західна вежа) й 2005 (східна) роках; висота 126 метрів, архітектор Олександр Дольник;
- № 35л — елітний жк «Летуаль», 2007 рік;
- № 35п — елітний жк «Імперіал палас»;
- № 35т — елітний жк «Амфітеатр», 2007 рік;
- № 37 — Почесне консульство Чеської республіки у місті Дніпро[6], яке згодом переїхало на вулицю Мономаха, 25А-2; готель «Катеринославський».

## Транспорт
З 1957 по 2009 роки вулицею Вернадського проходив тролейбусний маршрут № 4.

## Цікавий факт
На розі проспекту та вулиці, невід’ємною складовою обрису першого хмарочосу (19-поверхового будинку) був квітковий годинник, який теж було створено до 200-річчя міста. Годинник існував до середини 1990-х років. Наразі на його місці стоїть будинок, у якому розміщена філія Кредобанку.

## Світлини

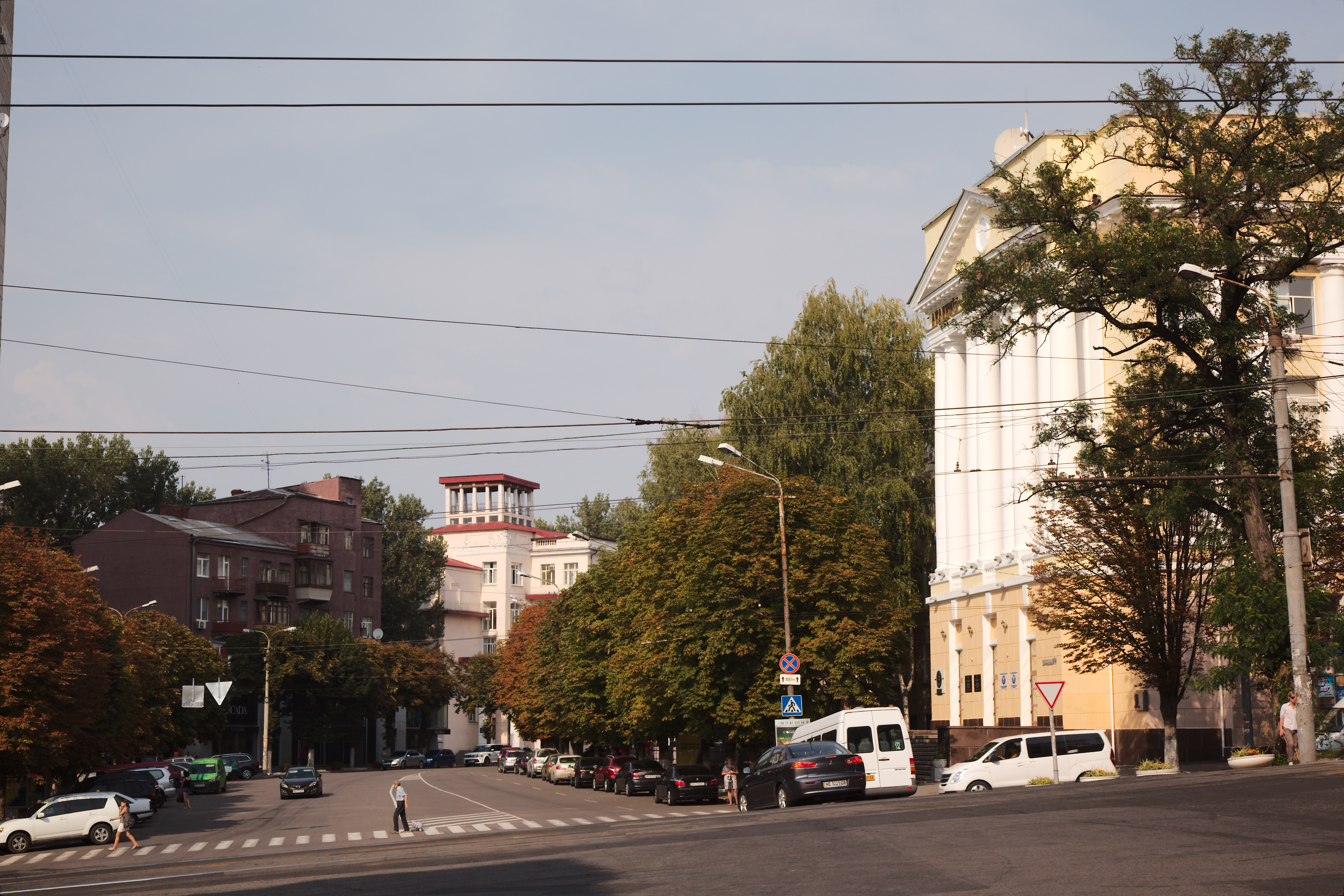
Початок вулиці Вернадського від проспекту Яворницького
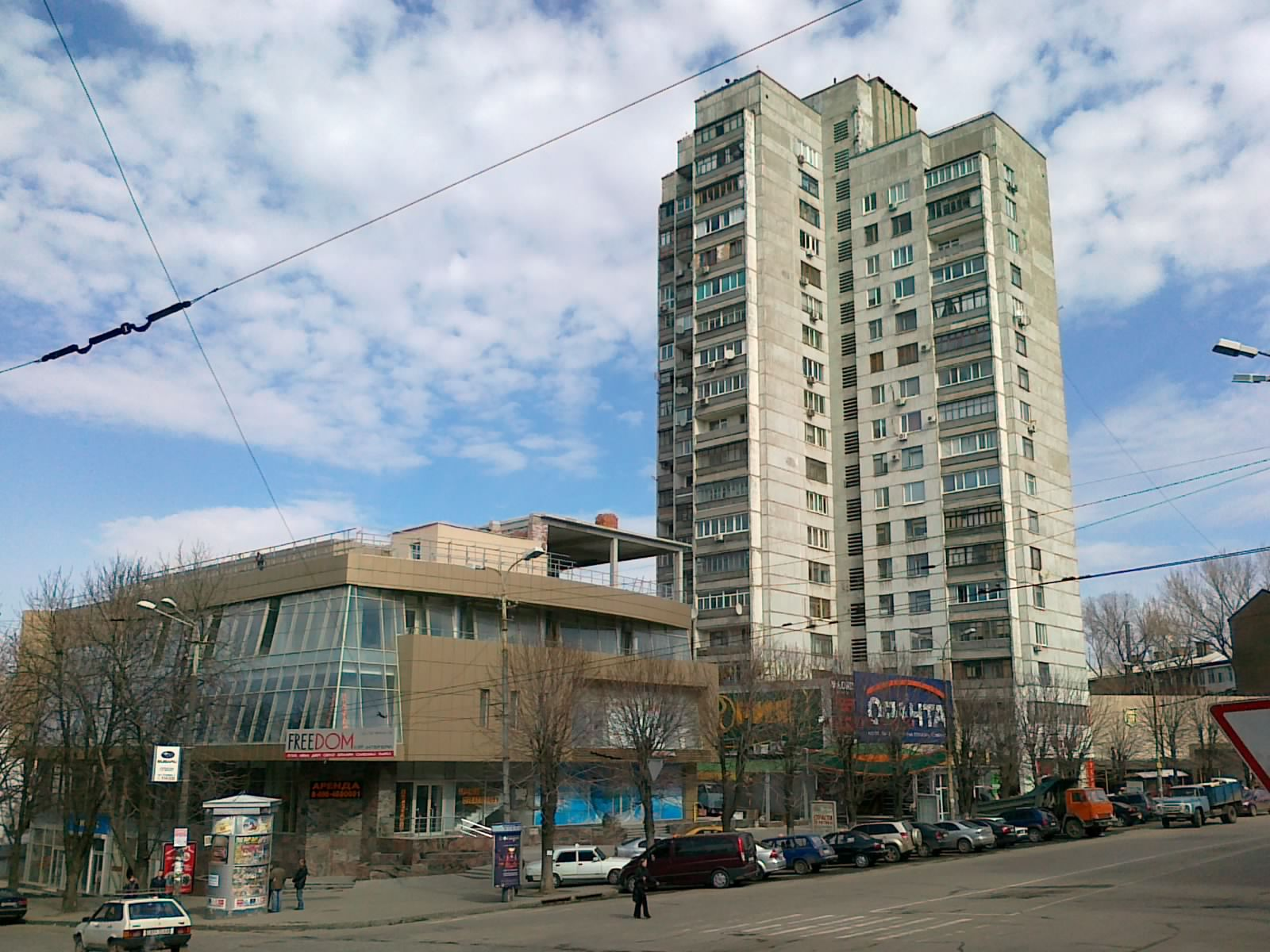
Вернадського, 1-3 - "Будинок книги"
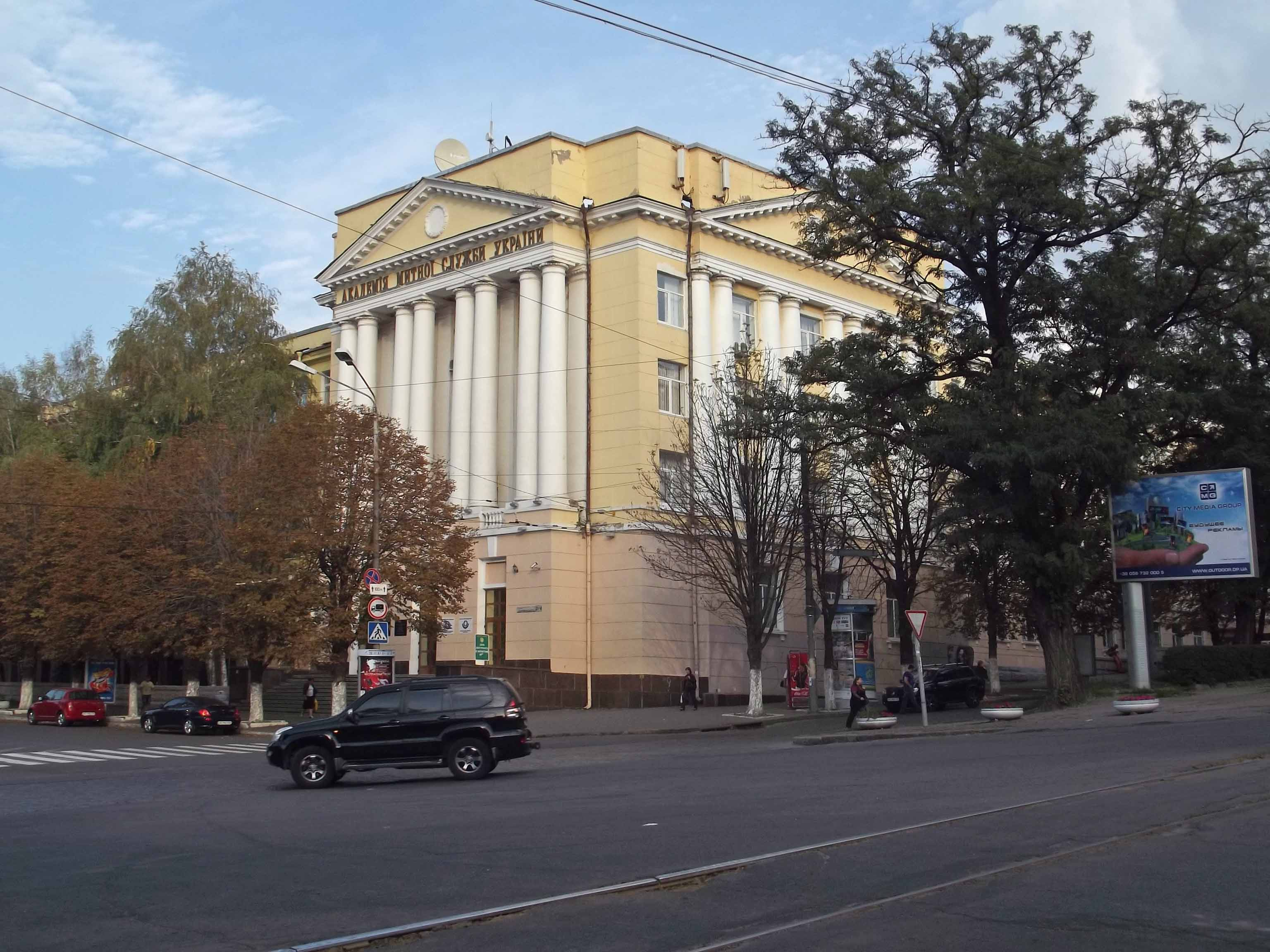
Вернадського, 2 на розі с проспектом Яворницького - головний корпус Університету митної справи та фінансів
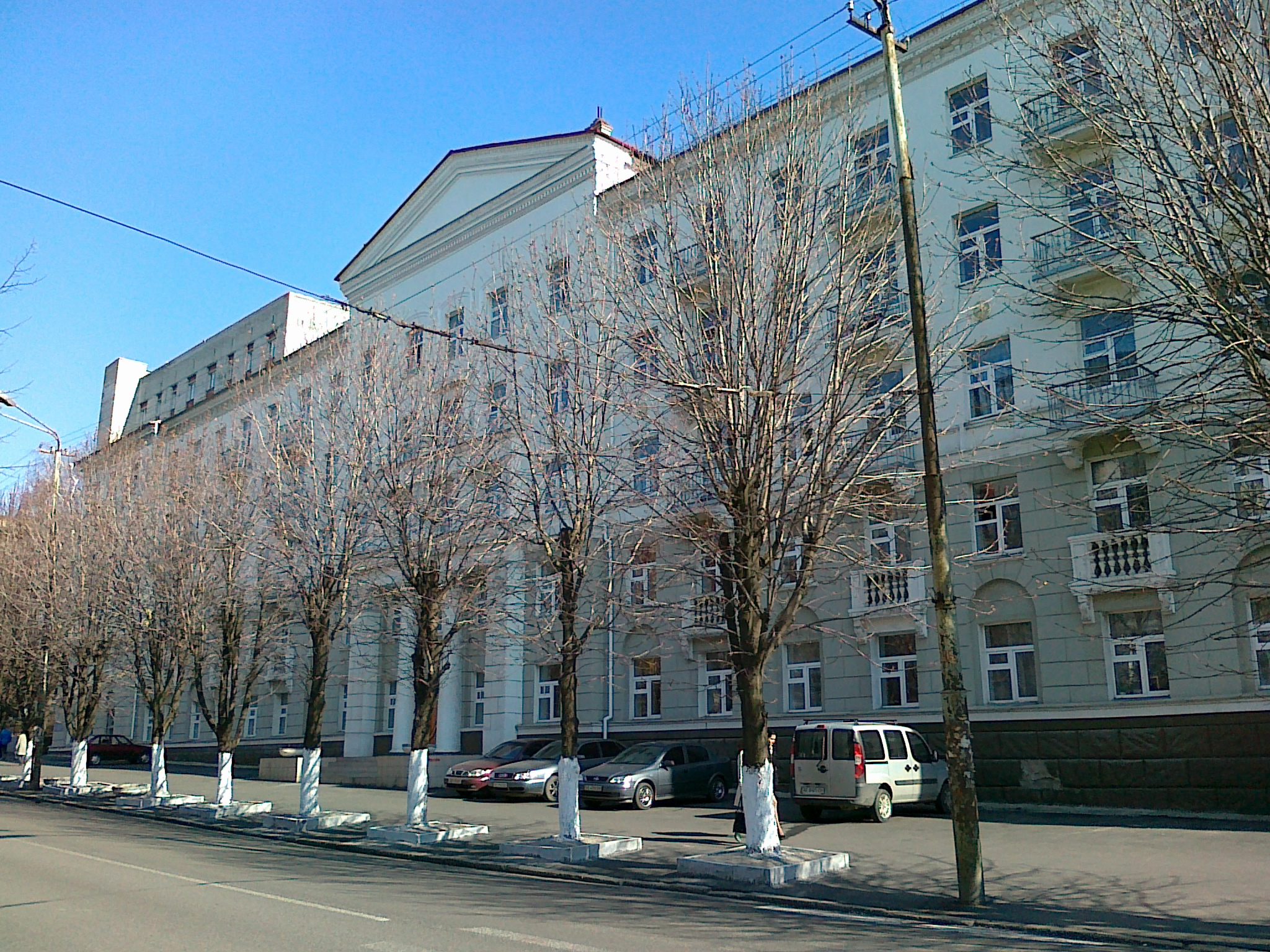
Вернадського, 4 - Гуртожиток Університету митної справи та фінансів
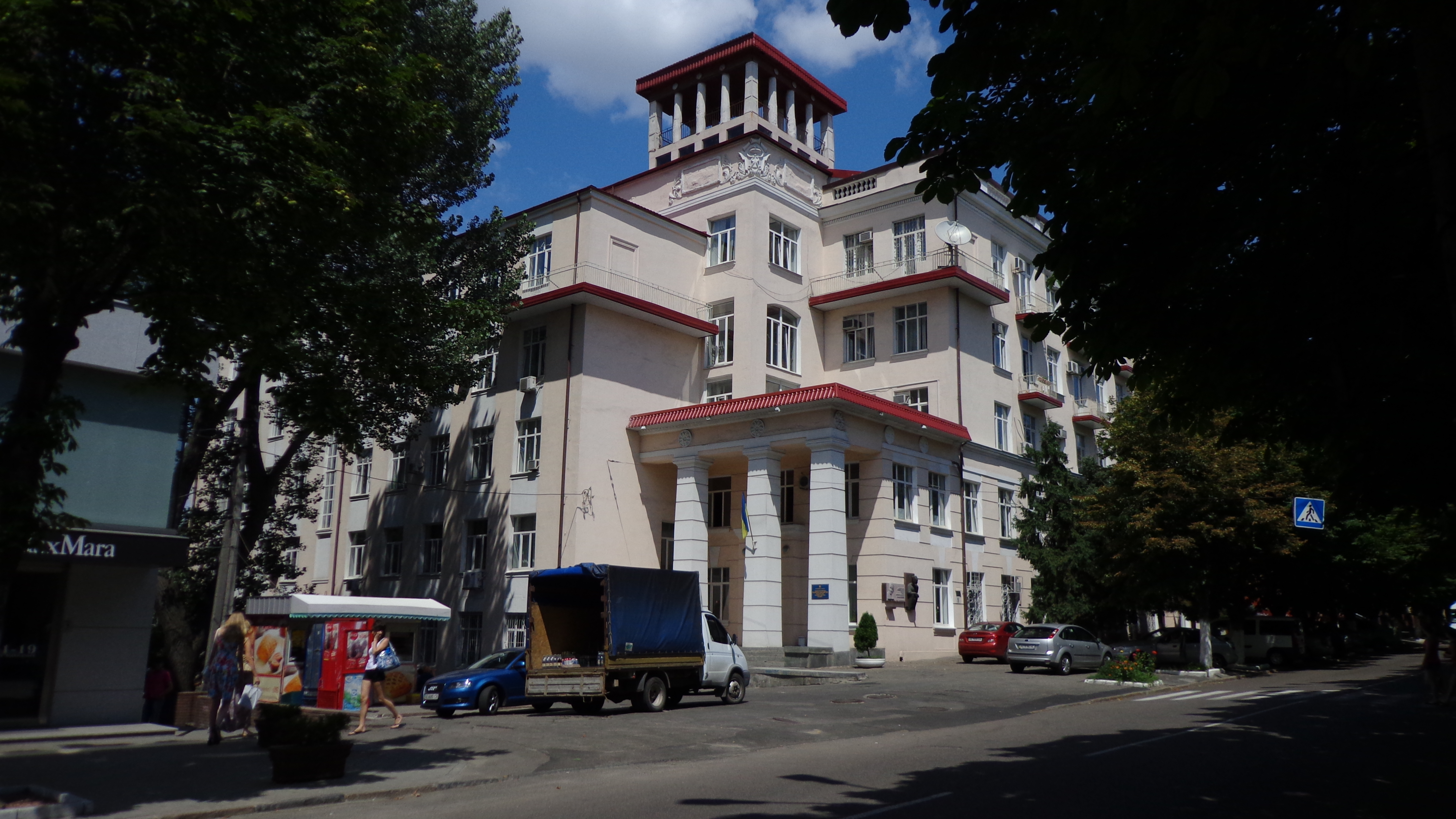
Вернадського, 9 - Учбовий корпус Дніпровського державного медичного університету МОЗ України
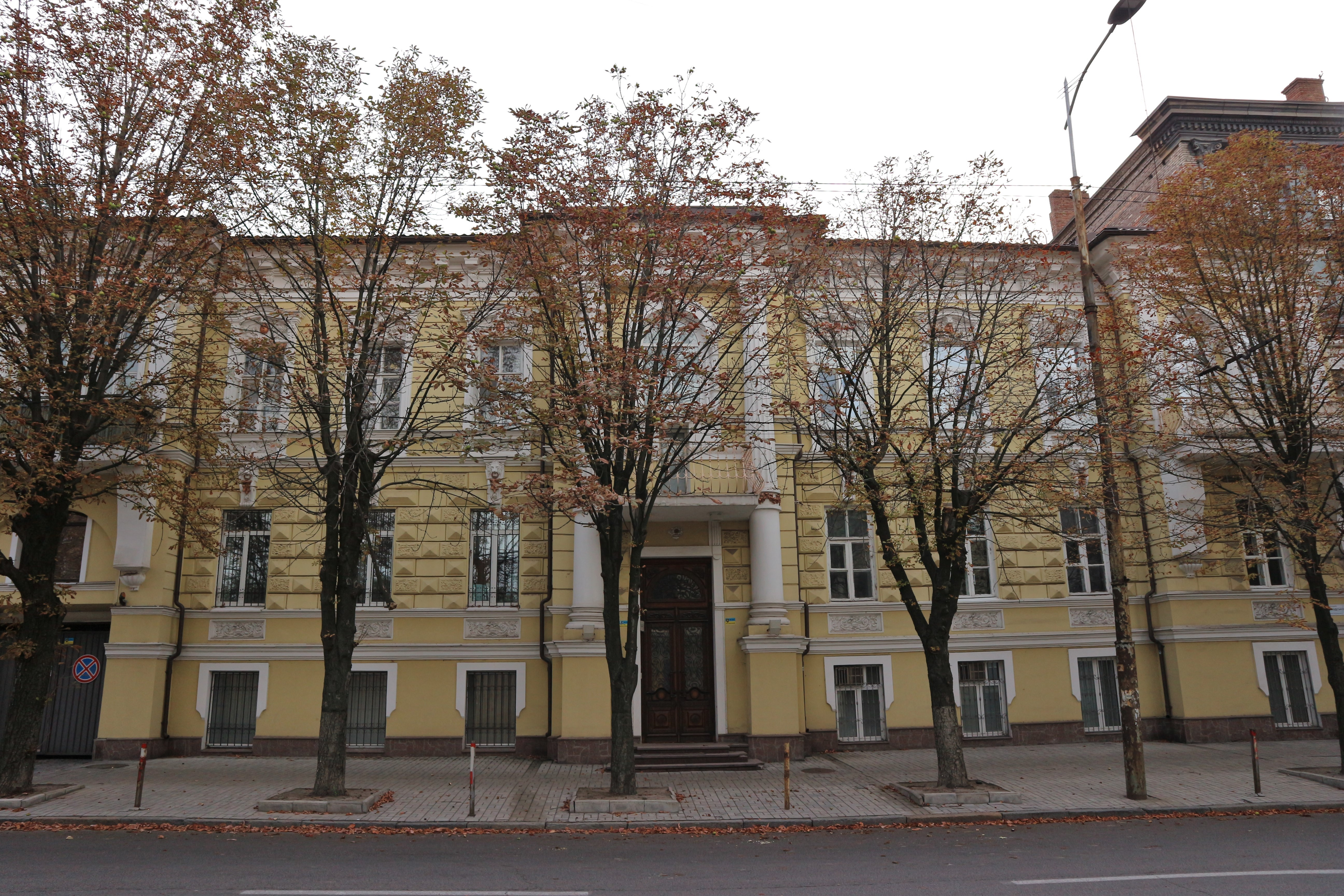
Вернадського, 12 - дохідний будинок, кінець 1890-х - початок 1900-х років
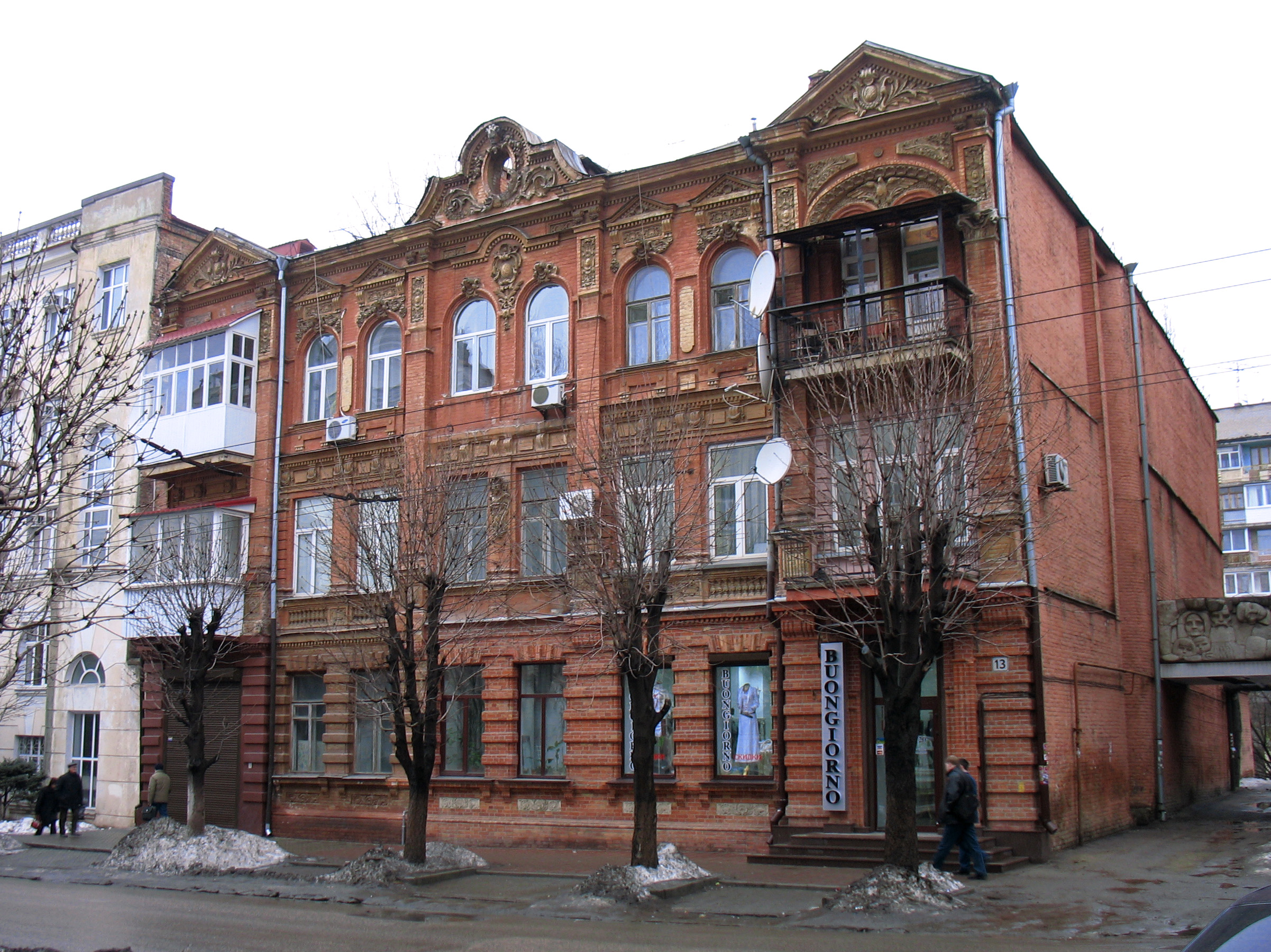
Вернадського, 13 - прибутковий будинок
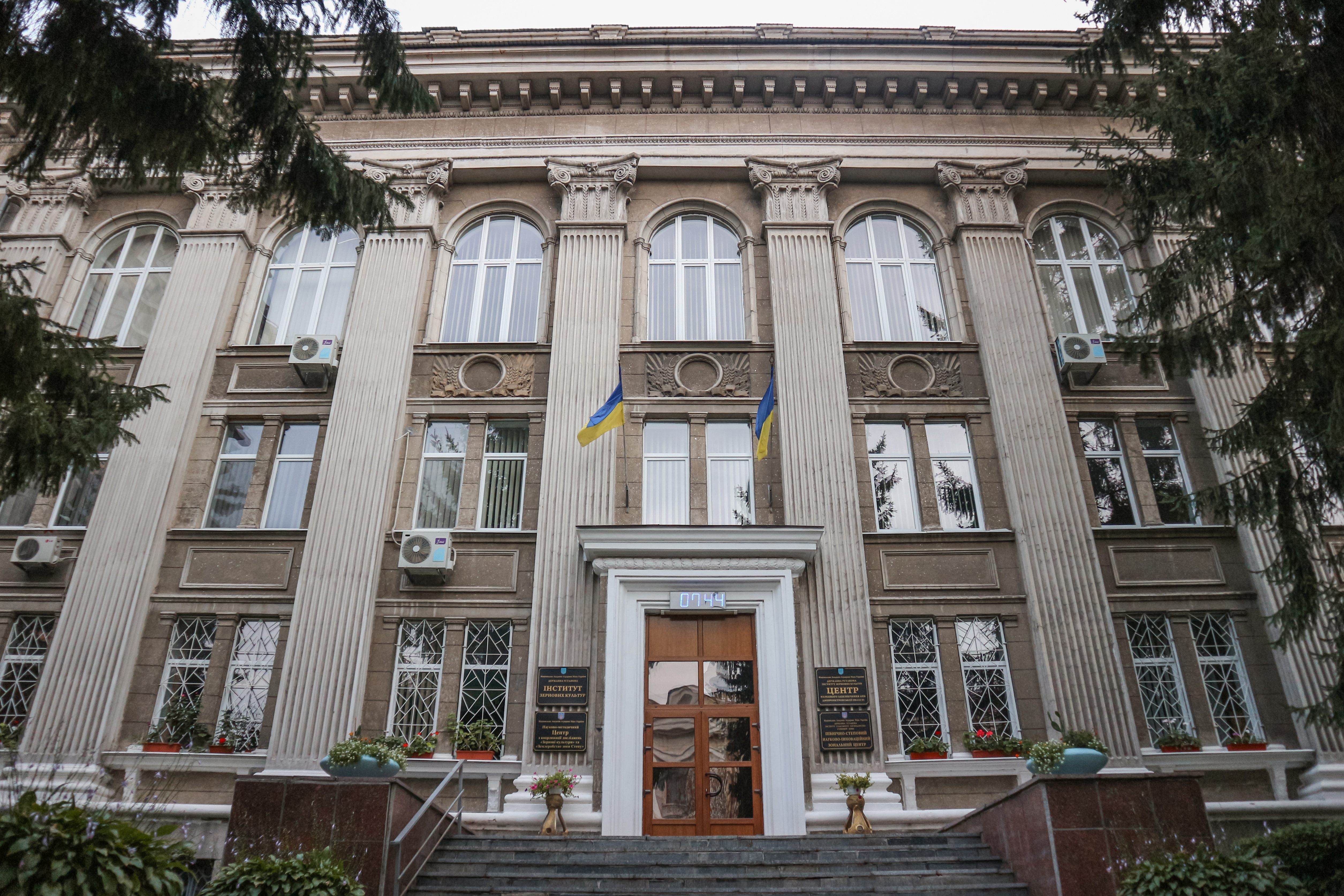
Вернадського, 14 - Інститут зернових культур НААН України
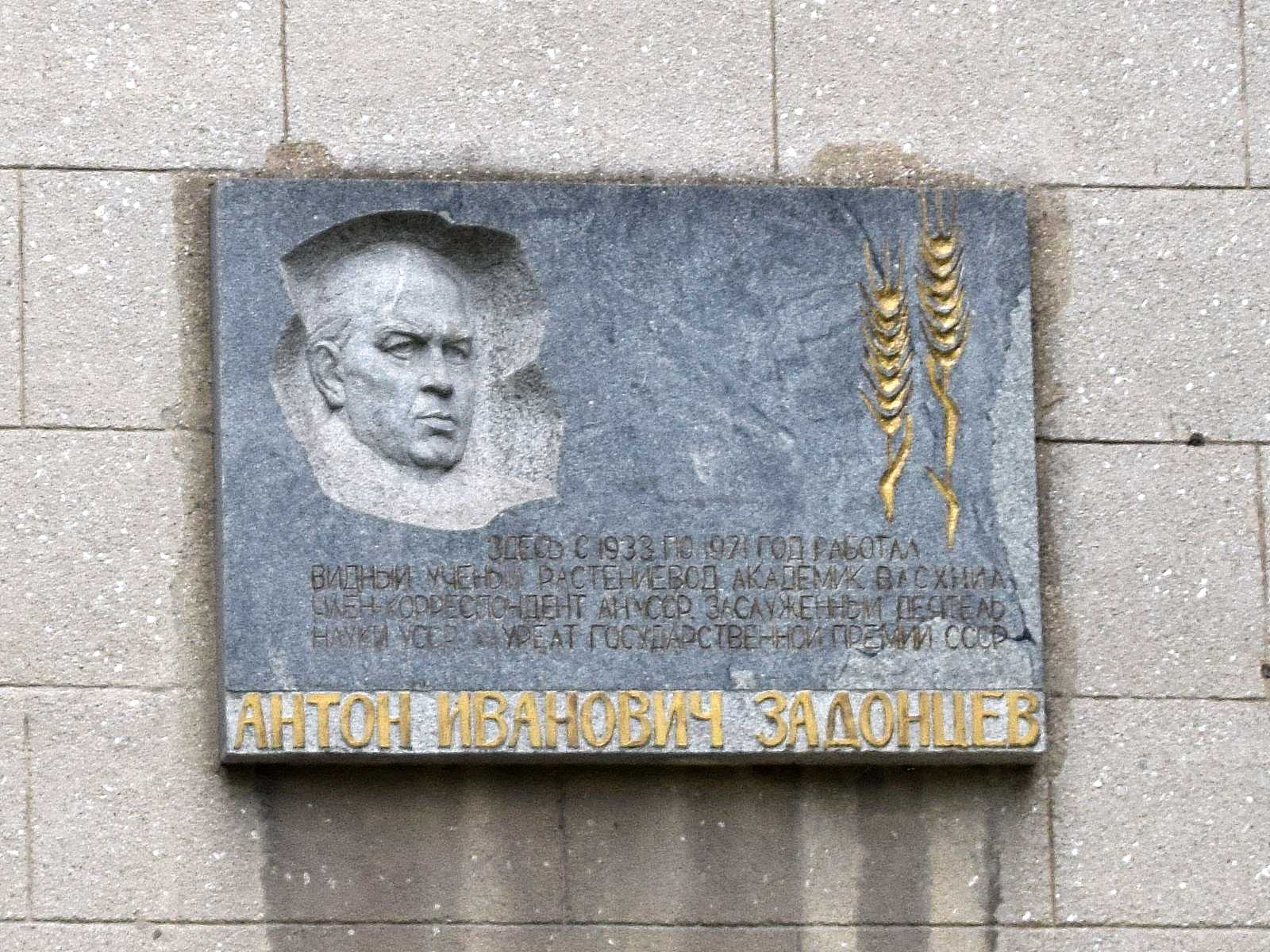
Меморіальна дошка на будівлі НДІ кукурудзи на честь вченого-агронома, академіка Антона Задонцева (1908-1971), який очолював інститут
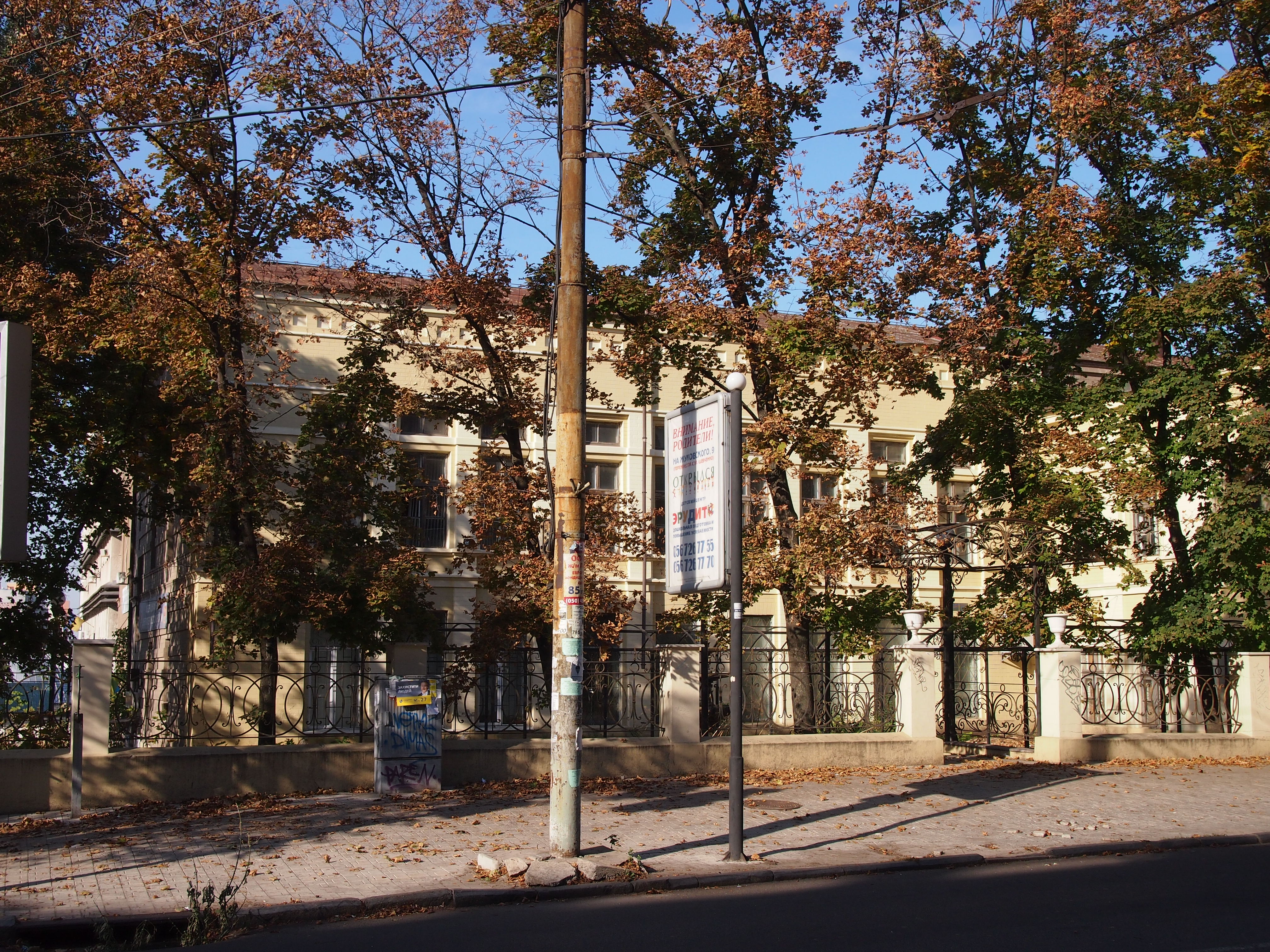
Вернадського, 23 - Палац Павлової, Комерційний клуб. Катеринославське ЧК - 1913 рік
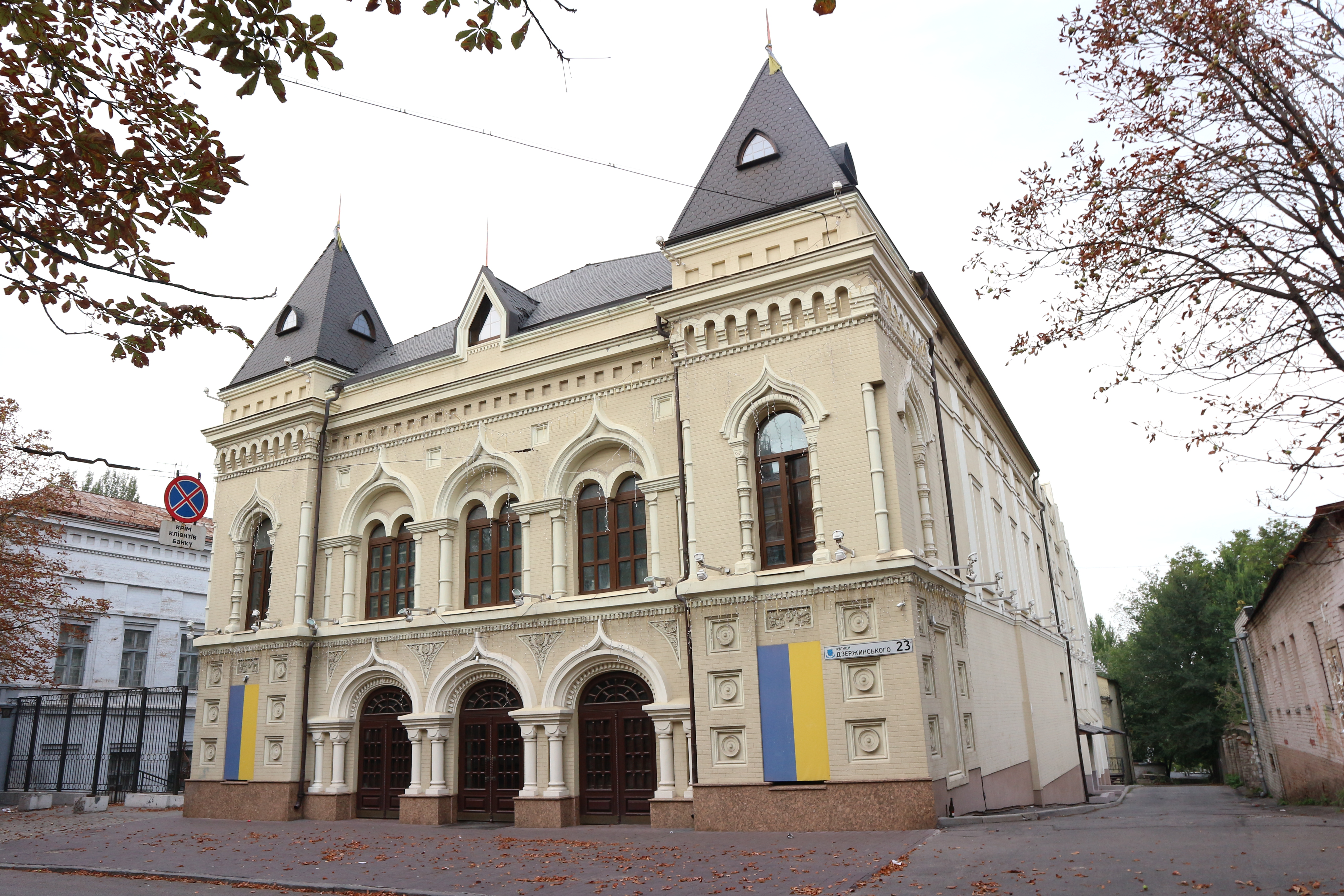
Вернадського, 23 - Комерційне зібрання палацу Павлової; за Червоного терору - Катеринославське губернське "ЧК"
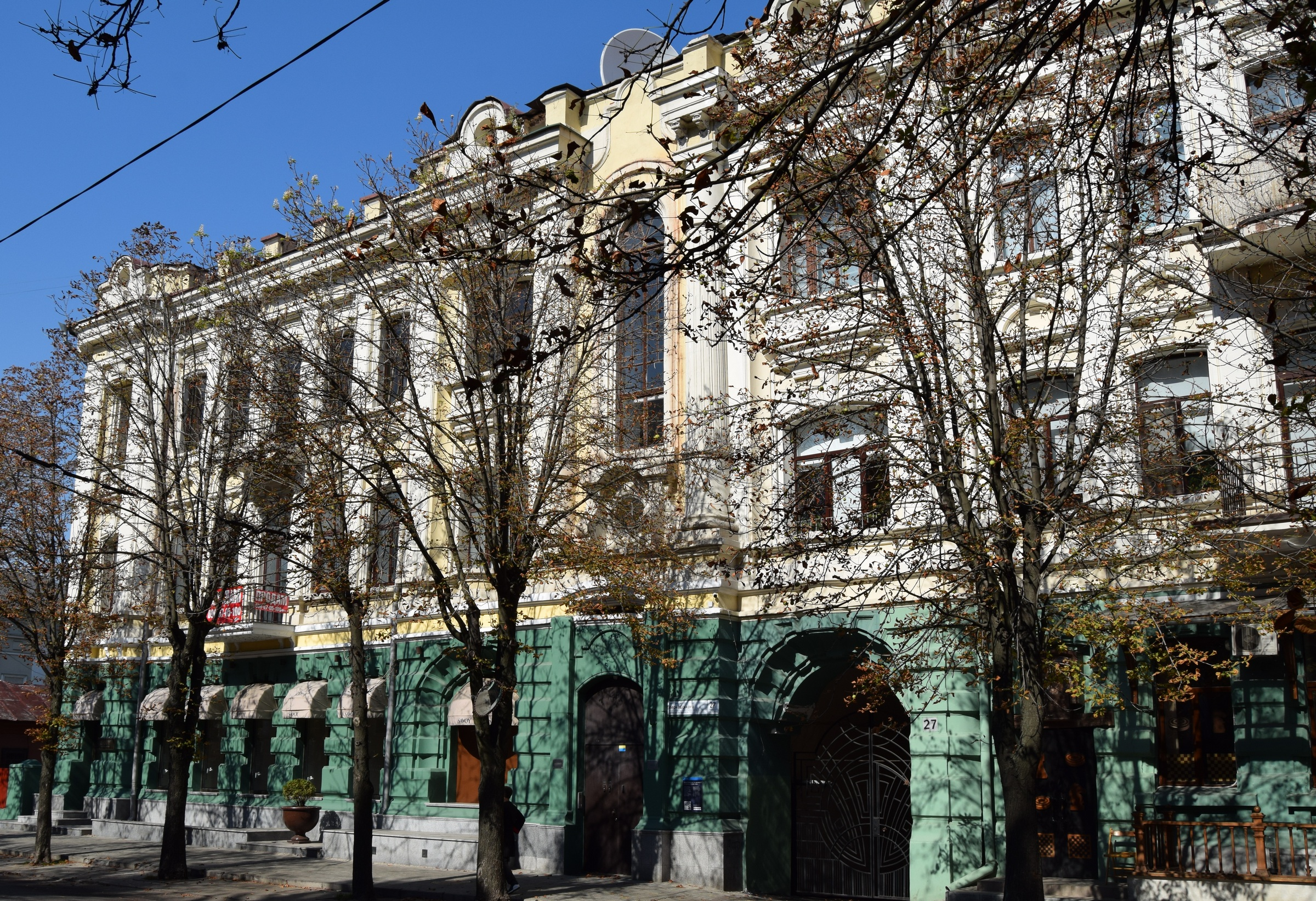
Вернадського, 27 - прибутковий будинок
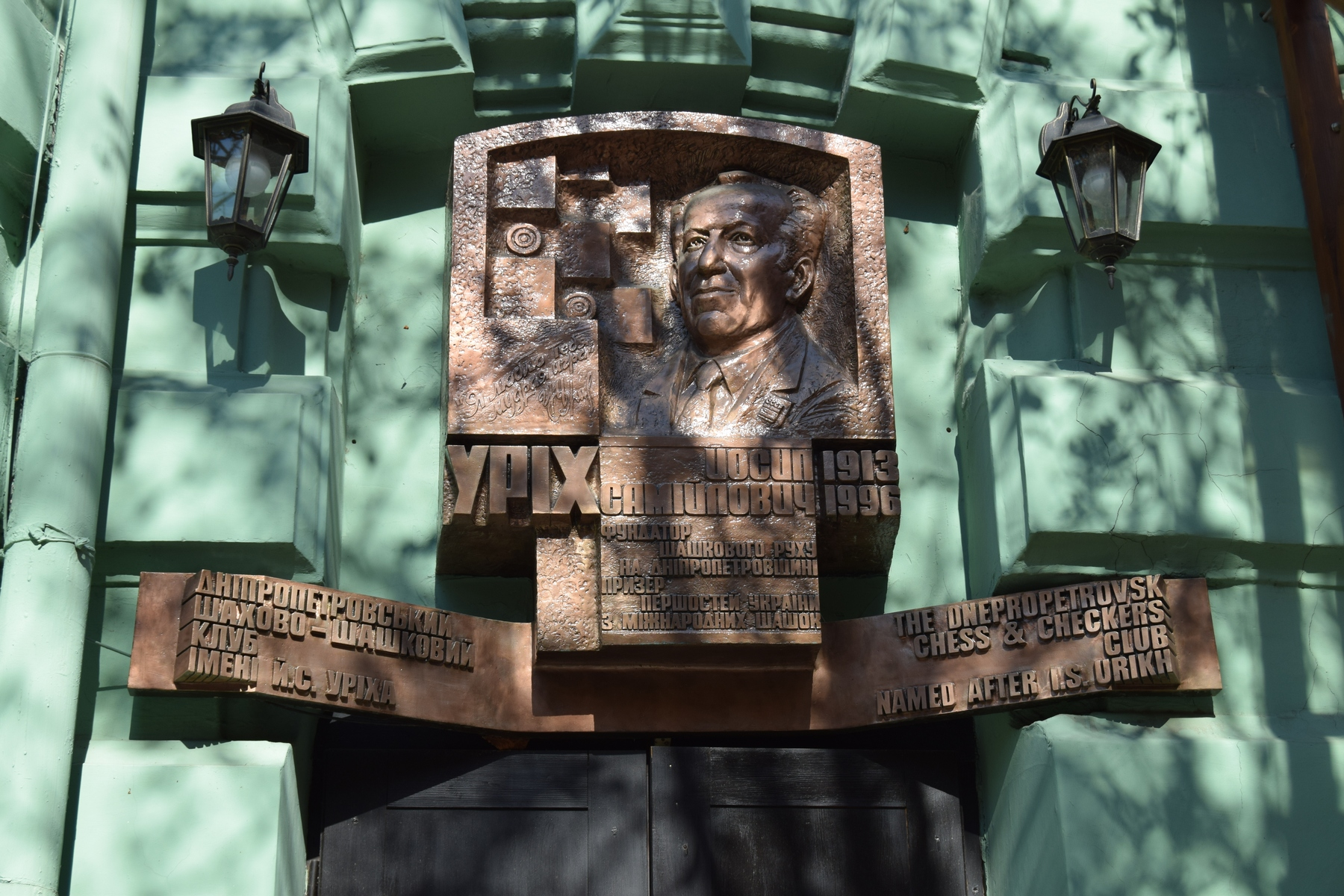
Вхід до Дніпровського шахово-шашкового клубу імені Йосипа Самійловича Уріха (1913-1990) у будинку на Вернадського, 27
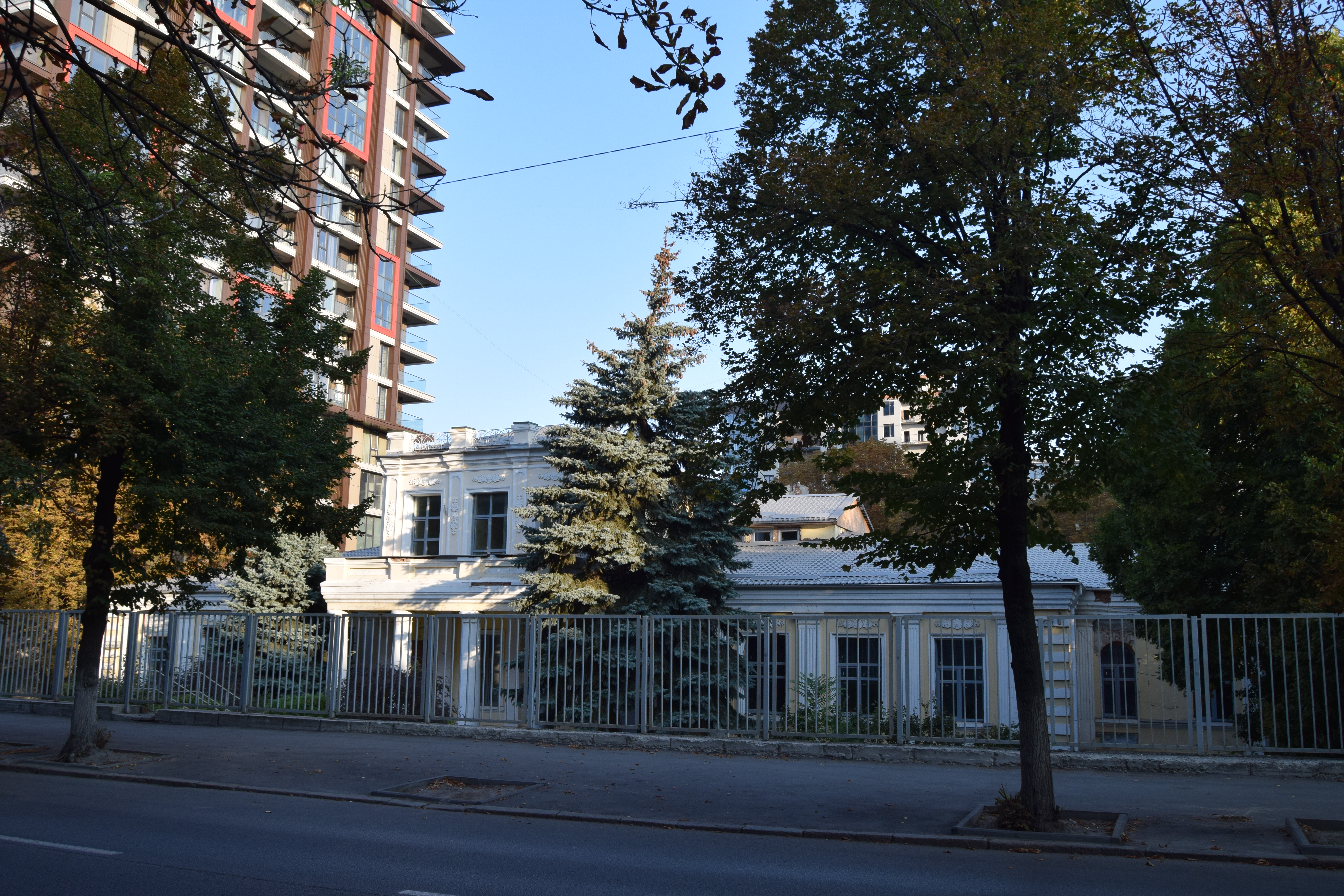
Вернадського, 33 - Струківський палац